# Хоуп (Аљаска)
Хоуп (енгл. Hope) насељено је место без административног статуса у америчкој савезној држави Аљаска.

## Демографија
По попису из 2010. године број становника је 192, што је 55 (40,1%) становника више него 2000. године.
| Група             | 2000.       | 2010.       |
| Белци             | 123 (89,8%) | 163 (84,9%) |
| Афроамериканци    | 1 (0,7%)    | 0 (0,0%)    |
| Азијати           | 2 (1,5%)    | 1 (0,5%)    |
| Хиспаноамериканци | 3 (2,2%)    | 6 (3,1%)    |
| Укупно            | 137         | 192         |